# Рикардел, Мира
Мира Радиелович Рикардел (англ. Mira Radielovic Ricardel), по первому мужу Мира Баратта (англ. Mira Baratta; род. 5 июля 1960) — американская предпринимательница и политик.

## Биография
Дочь хорватского эмигранта из Боснии и Герцеговины Петара Радиеловича, провела детство в Пасадене (Калифорния), выучила дома хорватский язык.
Окончила Джорджтаунский университет, получила докторскую степень во Флетчеровской школе права и дипломатии университета Тафтса. С 1986 по 1989 год работала в Государственном департаменте США, затем стала парламентским помощником сенатора-республиканца Боба Доула, а в 1996 году являлась советником по вопросам обороны и внешней политике в неудачной президентской кампании Доула. В 2001 году назначена помощником министра обороны США по проблемам Евразии, а с 2003 по 2005 год исполняла обязанности помощника министра обороны по вопросам международной безопасности. Участвовала в президентской кампании Дональда Трампа с 2016 года, в 2017 году назначена помощником министра торговли по вопросам экспорта.
В 2006—2015 годах сделала карьеру в корпорации Boeing, где занимала должность вице-президента по оборонным и космическим системам, а также по развитию международного бизнеса.
15 мая 2018 года новый советник президента США по национальной безопасности Джон Болтон назначил Рикардел своим заместителем.
14 ноября 2018 года освобождена от занимаемой должности с обещанием другой работы в администрации после публичного требования Мелании Трамп. По сведениям CNN, конфликт с персоналом Первой леди в ходе визита в Африку (из-за рассадки в самолёте и использования ресурсов Совета национальной безопасности США) стал лишь последней каплей в длинной череде претензий. По сообщениям источников в аппарате Белого дома, Рикардел отличалась грубым обращением и с нижестоящими, и с вышестоящими сотрудниками, к числу её врагов относятся глава аппарата Джон Келли, его заместитель Зак Фуэнтес и министр обороны Джеймс Мэттис. По свидетельствам близкого окружения, Рикардел придерживается твёрдых консервативных убеждений, идеологически крайне мотивирована и не терпит малейших проявлений того, что она считает некомпетентностью.